# Winfield (Virginia Occidental)
Winfield es un pueblo ubicado en el condado de Putnam en el estado estadounidense de Virginia Occidental. En el Censo de 2010 tenía una población de 2301 habitantes y una densidad poblacional de 365,76 personas por km².

## Geografía
Winfield se encuentra ubicado en las coordenadas 38°31′36″N 81°53′7″O / 38.52667, -81.88528. Según la Oficina del Censo de los Estados Unidos, Winfield tiene una superficie total de 6.29 km², de la cual 6.24 km² corresponden a tierra firme y (0.86%) 0.05 km² es agua.

## Demografía
Según el censo de 2010, había 2301 personas residiendo en Winfield. La densidad de población era de 365,76 hab./km². De los 2301 habitantes, Winfield estaba compuesto por el 95.22% blancos, el 1.22% eran afroamericanos, el 0.35% eran amerindios, el 0.7% eran asiáticos, el 0% eran isleños del Pacífico, el 0.74% eran de otras razas y el 1.78% pertenecían a dos o más razas. Del total de la población el 1.13% eran hispanos o latinos de cualquier raza.